# Robur (folyóirat)
A Robur nevű, fiataloknak szánt sci-fi folyóiratot  Kuczka Péter és Rigó Béla  alapították 1984-ben. Felelős szerkesztője Rigó Béla volt. A Móra Ferenc Ifjúsági Könyvkiadó adta ki Budapesten. Példányszáma kiemelkedően magas volt. Terjedelme: 12,36 (A/5) ív + 8 ív melléklet.
A magazin 16 számot ért meg két éves fennállása alatt.

## Neve
- A Robur név valószínűleg Verne Gyula Hódító Robur című művének főhősére, a repülés elképzelt úttörőjére utal.